# Arnold Angenendt
Arnold Angenendt (12 de agosto de 1934 en Goch-8 de agosto de 2021) fue un teólogo alemán e historiador eclesiástico.

## Vida y obra
Después de terminar el bachillerato en el Colegio de los Agustinos en Gaesdonck, estudió Arnold Everhard en el seminario católico de Münster, Teología e Historia, donde en 1963 se ordenó sacerdote. Luego trabajó como capellán en Vreden. Continuo con diferentes estudios en Bonn, Roma y París, consiguiendo el doctorado en Teología en 1975.
Después, enseñó Angenendt inicialmente por un año en el Pontificial Institute of Toronto y a partir de 1976, en la Universidad del Ruhr de Bochum. En 1981 fue nombrado profesor de Liturgia en la Universidad Westfälischen Wilhelms en Münster y dos años más tarde la asignatura de Historia de la Iglesia en la Edad Media y Moderna, en la cátedra de su maestro Erwin Iserloh, conservando este puesto hasta su jubilación en 1999. Algunos alumnos importantes de Ingenendt , han sido Wilhelm Damberg, Andreas Holzem, Stefan Klöckner, Hubertus Lutterbach, Gisela Muschiol, Philip Naameh, Joachim Schmiedl, Barbara Stühlmeyer, Ludger Stühlmeyer y Stefan Zekorn.
Angenendt fue profesor en Princeton y en la École des Hautes Études en Sciences Sociales en París. En 1997, se convirtió en miembro de la Academia de Ciencias de Renania del Norte-Westfalia (clase de Humanidades) y desde 1999 es doctor honoris causa en Teología por la Universidad de Lund en Suecia. En 1979, fue elegido miembro regular de la Comisión Histórica de Westfalia. 
El gran mérito de Angenendt es que integró los conceptos de mentalidad e historia social en su voluminosa obra Historia de la Religiosidad en la Edad Media (1997). Su libro "El cristianismo occidental de 400-900" ha sido durante muchos años, obra de referencia, sustituyendo a Hans von Schubert, en su anterior "Primera Historia de la Iglesia cristiana".

## Literatura
- Erich Meuthen: entrega del Prof. Dr. Arnold Angenendt en el 410. Reunión del 15 de noviembre. Abril de 1998. En: Anuario. Renania del Norte-Westfalia, la Academia de Ciencias. En 1998, ISSN 0944-8446, P. 99-102.
- Christian Geyer: El cielo y el infierno. En el setenta cumpleaños del historiador Arnold Angenendt. En: Frankfurter Allgemeine Zeitung, 12 de agosto de 2004, N. 186, pág. 35.
- Joachim Frank: La Mentalitätenforscher. 80 cumpleaños del historiador eclesiástico Arnold Angenendt. En: Frankfurter Rundschau, 11 de agosto de 2014, (en línea).